# Панчулидзев, Евгений Алексеевич
Евгений Алексеевич Панчулидзев (1853—1917) — генерал-лейтенант, герой русско-турецкой войны 1877—1878 годов.

## Биография
Родился 17 сентября 1853 года, сын Саратовского губернского предводителя дворянства тайного советника Алексея Александровича Панчулидзева. 16 февраля 1858 года «во уважение службы деда своего» Пензенского гражданского губернатора тайного советника Александра Алексеевича Панчулидзева был принят в Пажеский корпус.
Выпущен 25 декабря 1871 года из пажей в прапорщики 16-го драгунского Нижегородского полка. 27 марта 1875 года произведён в поручики. Далее Панчулидзев прошёл курс наук в Офицерской кавалерийской школе.
В рядах Нижегородского драгунского полка Панчулидзев в 1877 году принял участие в русско-турецкой войне на Кавказском театре военных действий. 1 января 1878 года он за отличие в Авлияр-Аладжинском сражении был награждён орденом св. Георгия 4-й степени

Командуя взводом, в деле 3-го октября, и будучи отделён для обеспечения правого фланга полка, он атаковал партию конных турок, частью изрубил их, а частью взял в плен и отбил турецкое полковое знамя.
С 6 декабря 1877 года Панчулидзев состоял в распоряжении командира 7-го Оренбургского казачьего полка для заведования отделом военных сообщений Саганлугского отряда с Карсом.
По окончании военных действий Панчулидзев был назначен адъютантом Офицерской кавалерийской школы и 1 января 1879 года был произведён в штабс-капитаны. Вплоть до начала 1900-х годов Панчулидзев занимал различные строевые и преподавательские должности в этой школе, с 29 сентября 1893 года по 1 июля 1897 года был инструктором стрелкового дела, затем командовал эскадроном. За это время он получил чины ротмистра (30 октября 1883 года), подполковника (26 февраля 1894 года) и полковника (6 декабря 1897 года).
24 октября 1900 года Панчулидзев был назначен командиром 52-го драгунского Нежинского полка. 26 ноября 1903 года он был произведён в генерал-майоры (со старшинством по манифесту 18 февраля 1762 года) и назначен состоять в распоряжении начальника Главного штаба. Во время русско-японской войны был командирован на Дальний Восток и с 25 мая по 18 октября 1905 года состоял в распоряжении командующего 2-й Маньчжурской армии. Затем вновь состоял при начальнике Главного штаба и 6 декабря того же года ему было установлено старшинство в чине генерал-майора.
17 апреля 1906 года Панчулидзев был назначен командиром 2-й бригады 6-й кавалерийской дивизии, 12 мая 1910 года переведён на такую же должность в 1-ю бригаду 13-й кавалерийской дивизии. 17 сентября 1912 года по возрастному цензу был уволен в отставку с производством в генерал-лейтенанты и мундиром и пенсией.
7 октября 1914 года в связи с началом Первой мировой войны Панчулидзев был вновь принят на службу чином генерал-лейтенанта (со старшинством со дня принятия из отставки) и был назначен исправляющим должность начальника санитарного отдела штаба 8-й армии. В 1915 году он оказался под следствием «за нераспорядительность при отступлении, вследствие чего два госпиталя с ранеными попали в руки противника». 20 января 1916 года зачислен в резерв чинов при штабе Киевского военного округа, а затем состоял при главнокомандующем армиями Юго-Западного фронта генерале А. А. Брусилове.
Скончался 10 февраля 1917 года в Киеве.

## Награды
Среди прочих наград Панчулидзев имел ордена:
- Орден Святой Анны 4-й степени (1877 год)
- Орден Святого Георгия 4-й степени (1 января 1878 года)
- Орден Святого Станислава 2-й степени с мечами (1879 год)
- Орден Святой Анны 2-й степени (1892 год)
- Орден Святого Владимира 4-й степени с бантом (1899 год, за беспорочную выслугу 25 лет в офицерских чинах)
- Орден Святого Владимира 3-й степени (1903 год)
- Орден Святого Станислава 1-й степени (6 декабря 1906 года)
- Орден Святой Анны 1-й степени (6 декабря 1911 года)